# Brunswick (Maryland)
Brunswick és una població dels Estats Units a l'estat de Maryland. Segons el cens del 2000 tenia 4.894 habitants.

## Demografia
Segons el cens del 2000, Brunswick tenia 4.894 habitants, 1.866 habitatges, i 1.306 famílies. La densitat de població era de 895,5 habitants per km².
Dels 1.866 habitatges en un 36,3% hi vivien nens de menys de 18 anys, en un 50,4% hi vivien parelles casades, en un 14,4% dones solteres, i en un 30% no eren unitats familiars. En el 23,7% dels habitatges hi vivien persones soles el 10,6% de les quals corresponia a persones de 65 anys o més que vivien soles. El nombre mitjà de persones vivint en cada habitatge era de 2,62 i el nombre mitjà de persones que vivien en cada família era de 3,11.
Per edats la població es repartia de la següent manera: un 27,3% tenia menys de 18 anys, un 8,4% entre 18 i 24, un 33,1% entre 25 i 44, un 20,2% de 45 a 60 i un 11% 65 anys o més.
L'edat mediana era de 35 anys. Per cada 100 dones de 18 o més anys hi havia 89,5 homes.
La renda mediana per habitatge era de 46.513 $ i la renda mediana per família de 53.232 $. Els homes tenien una renda mediana de 36.304 $ mentre que les dones 25.017 $. La renda per capita de la població era de 20.685 $. Entorn del 2,5% de les famílies i el 3,7% de la població estaven per davall del llindar de pobresa.

## Poblacions més properes
El següent diagrama mostra les poblacions més properes.